# Adair (Iowa)
Adair es una ciudad ubicada en los condados de Adair y Guthrie, en el estado estadounidense de Iowa. Según el censo de 2010, tenía una población de 781 habitantes.
La porción de la ciudad ubicada en el condado de Guthrie forma parte del Área Metropolitana Estadística de Des Moines–West Des Moines.

## Geografía
Según la Oficina del Censo de los Estados Unidos, la localidad tiene un área total de 5,73 km², de los cuales 5,69 km² corresponden a tierra firme y el restante 0,04 km² a agua, que representa el 0,7% de la superficie total de la localidad.

## Demografía
Según el censo de 2010, había 781 personas residiendo en la localidad. La densidad de población era de 136,3 hab./km². Había 403 viviendas con una densidad media de 70,33 viviendas/km². El 98,08% de los habitantes eran blancos, el 0,13% amerindios, el 0,51% asiáticos, el 0,77% de otras razas, y el 0,51% pertenecía a dos o más razas. El 1,28% de la población eran hispanos o latinos de cualquier raza.
Según la Oficina del Censo en 2000 los ingresos medios por hogar en la localidad eran de $31.319, y los ingresos medios por familia eran $42.847. Los hombres tenían unos ingresos medios de $27.083 frente a los $22.941 para las mujeres. La renta per cápita para la localidad era de $15.557. Alrededor del 6,5% de la población estaban por debajo del umbral de pobreza.